# Daşüz
Daşüz (ryska: Дашюз) är en ort i Azerbajdzjan.   Den ligger i distriktet Şəki Rayonu, i den centrala delen av landet, 250 km väster om huvudstaden Baku. Daşüz ligger 285 meter över havet och antalet invånare är 1 243.
Terrängen runt Daşüz är kuperad åt sydväst, men åt nordost är den platt. Närmaste större samhälle är Sheki, 12,8 km nordost om Daşüz.
Trakten runt Daşüz består till största delen av jordbruksmark. Runt Daşüz är det ganska glesbefolkat, med 38 invånare per kvadratkilometer.